# Lalao Ravaonirina
Lalao Ravaonirina (sinh ngày 8 tháng 11 năm 1963) là một vận động viên Malagasy đã nghỉ hưu, chuyên môn trong 100 và 200 mét. Cô đã thi đấu ở nội dung 100 mét nữ tại Thế vận hội Mùa hè 1992.
Thời gian tốt nhất cá nhân của cô là 11,32 giây, đạt được vào tháng 7 năm 1991 tại Limoges. Đây là kỷ lục Malagasy hiện tại, được tổ chức cùng với Hanitriniaina Rakotondrabe.

## Thành tích
- 1997 Jeux de la Francophonie - huy chương đồng (100 m)
- 1994 Jeux de la Francophonie - huy chương đồng (100 m)
- 1989 Jeux de la Francophonie - huy chương đồng (100 m), huy chương bạc (200 m)
- Giải vô địch châu Phi 1989 - huy chương đồng (200 m)
- Giải vô địch châu Phi 1988 - huy chương đồng (100 m)